# Katerînivka, Sarnî
Katerînivka (în ucraineană Катеринівка) este un sat în comuna Nemovîci din raionul Sarnî, regiunea Rivne, Ucraina.

## Demografie
Componența lingvistică a localității Katerînivka
     Ucraineană (97,37%)
     Rusă (2,13%)
     Alte limbi (0,5%)
Conform recensământului din 2001, majoritatea populației localității Katerînivka era vorbitoare de ucraineană (97,37%), existând în minoritate și vorbitori de rusă (2,13%).